# Čipkarica (Vermeer)
Čipkarica je slavno ulje na platnu koje je naslikao nizozemski barokni slikar Johannes Vermeer oko 1669. godine.
Johannes Vermeer van Delft smatra se jednim od najboljih nizozemskih slikara koji se specijalizirao za interijere domaćinske atmosfere običnog građanskog života. Cijelo jedno razdoblje 17. stoljeća u Nizozemskoj ostalo je vjerno prikazano u njegovim slikama. Njegova slika „Čipkarica“ završena je 1669. ili 1670. godine i nalazi se u Louvreu u Parizu. Slika prikazuje mladu ženu obučenu u žutu haljinu koja se naginje nad svojim radom, čvrsto držeći svoje igle za čipkarenje. Sjedeći iza stola i velikog plavog jastuka za šivanje Vermeerova čipkarica posvećuje svu svoju pozornost na jednu aktivnost, a gledatelj s istim intenzitetom ostaje oduševljen njezinom vještinom i umijećem. Intimnost slike, proizašla iz malih razmjera platna (ova slika je najmanja koju je ikada naslikao Vermeer) približava je gledatelju, uklanjajući prepreku između slike i stvarnosti. Iza mlade žene se nalazi bijeli zid jer je umjetnik želio eliminirati pozadinu kako ne bi utjecala na središnju figuru. Vermeer je vjerojatno koristio cameru obscuru u ovom djelu, jer se mogu vidjeti mnogi optički efekti tipični za fotografiju, posebice zamagljenje prednjeg dijela slike. Osvjetljivanjem područja platna (kao izvan fokusa) Vermeer može predočiti dubinu na neobičan način nizozemske barokne slike tog doba. Vermeer je, po uzoru na druge delftske umjetnike kao što je Carel Fabritius (1622. – 1654.), najvjerojatnije koristio ovu spravu kako bi razvio svoje kompozicije.
Vermeer je slikao prozirnim bojama, nanoseći boju na platno u mnogim slojevima, tehnikom koja se naziva pointillé. Slika je naslikana preciznim realizmom, pri čemu komplementarni pigmenti plave i žute dovode do gotovo apstraktnog sklada različitih elementa koji čine lice i tijelo djevojke, te uzorak materijala na kojem radi. Plava je vjerojatno ultramarin koji se pravi od poludragog kamena lapis-lazuli, što ga je činilo najskupljim pigmentom i u prošlim stoljećima bio je rezerviran samo za „važne” dijelove slike, primjerice „Gospin ogrtač”.
U „Čipkarici“ Vermeer prikazuje njezinu potpunu predanost radu kroz njezinu zgrčenu pozu i svijetlo-žutu haljinu, aktivnu i psihološki intenzivnu boju. Čak i njezina frizura prenosi njezino tjelesno i psihološko stanje jer je istovremeno čvrsto ograničena i ritmički pada. Naglasci svjetlosti koji osvjetljavaju čelo i prste naglašavaju preciznost i jasnoću vizije koju zahtijeva ovaj posao. Vermeer dodatno privlači gledatelja simulacijom optičkog iskustva koje se javlja pri promatranju scene vrlo različitih dubina polja. Vermeer tiho i fluidno primjenjuje crvene i bijele poteze boje kako bi stvorio iluziju difuznih, obojenih niti koje teku iz djelomično otvorenog šivaćeg jastuka.
Povjesničar Lawrence Gowing je ovu sliku opisao riječima:

## Vanjske poveznice
- Walter A. Liedtke, Vermeer and the Delft School, Metropolitan Museum of Art. ISBN 978-0-87099-973-4 (engl.)